# Дворец академий (Брюссель)

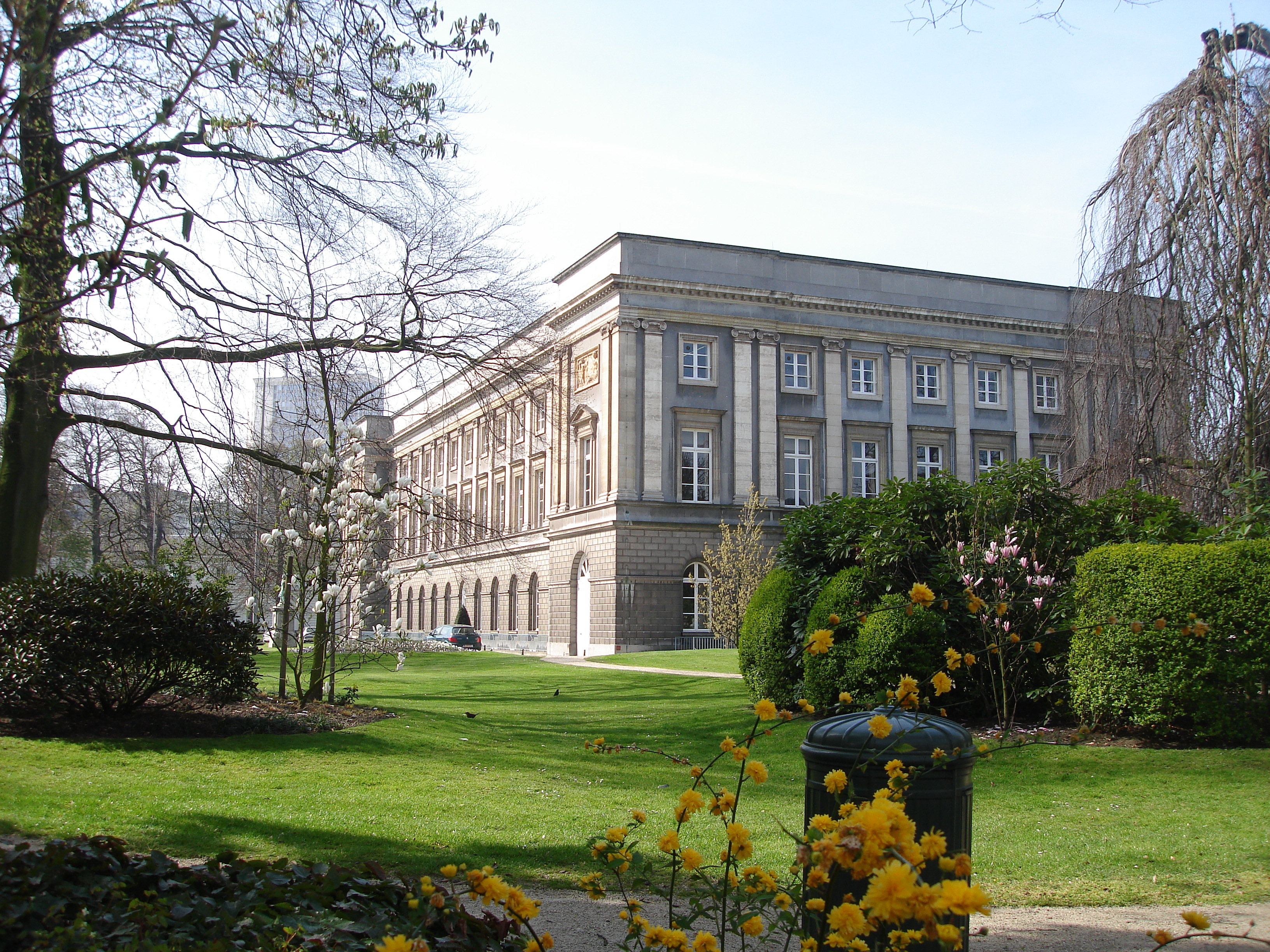
Дворец академий и окружающий его парк

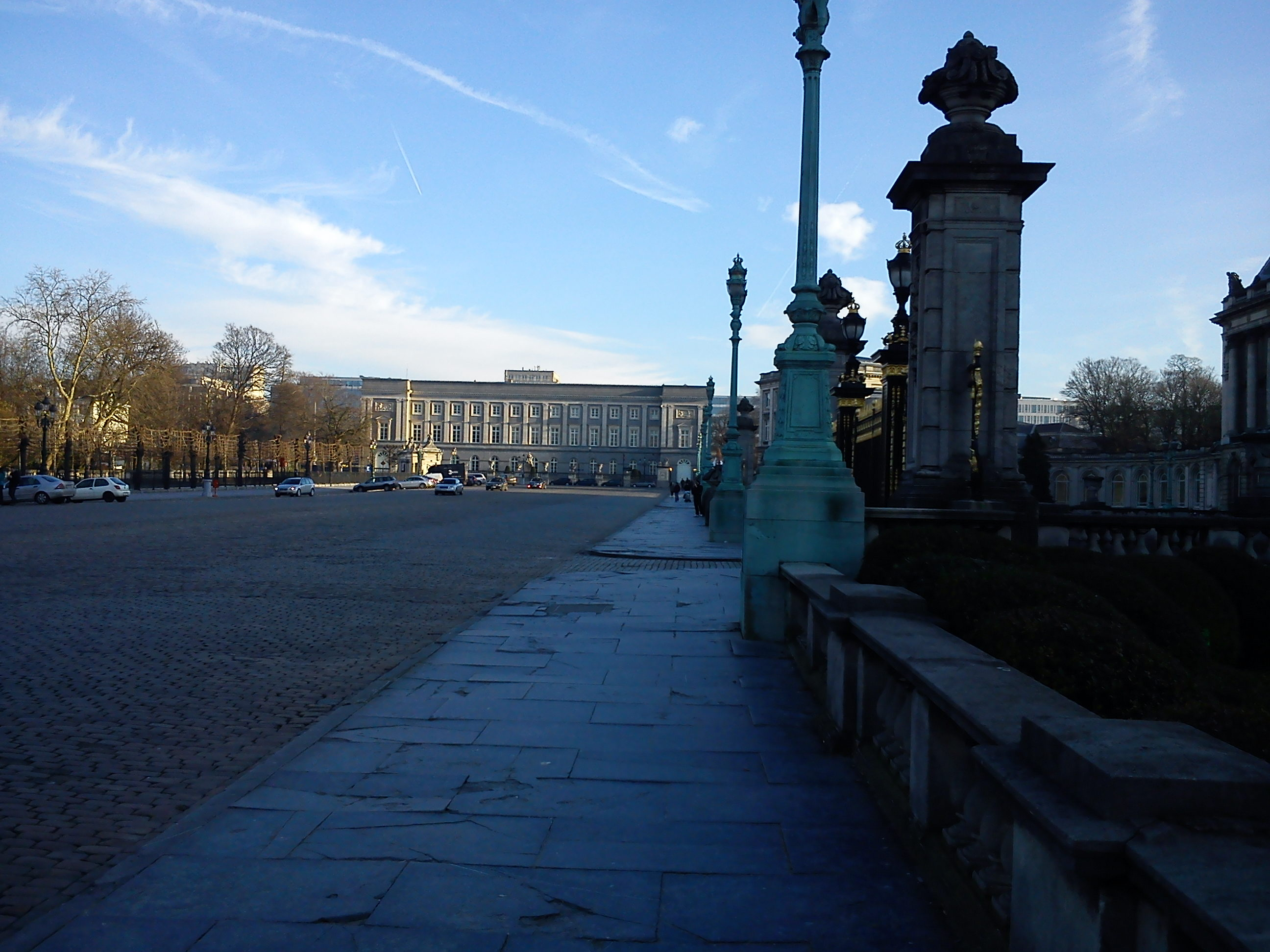
Вид дворца с королевской площади Брюсселя

Дворец академий (нидерл. Paleis der Academiën, фр. Palais des Académies) — дворец в стиле классицизма в Брюсселе, расположенный около королевского дворца и королевского парка. Сегодня во дворце размещаются пять бельгийских академий.

## История
Решение о строительстве дворца было принято в 1815 году. Дворец предназначался в качестве подарка принцу Вильгельму Оранскому после его блестящих действий в Ватерлоо. Но на проектирование здания ушло почти 10 лет.
Здание было построено в промежутке между 1823 и 1828 годами. Архитекторами данного дворца стали Тильман-Франсуа и Чарльз Вандер. В середине 1830-годов интерьер данного дворца был признан самым изысканным и богатым в городе. По одной из версий на общий архитектурный замысел и убранство дворца повлияла супруга Виллема II  русская великая княжна Анна Павловна. Анна Павловна с мужем прожили во дворце лишь два года и покинули из-за Бельгийской революции.
В 1830 году дворец был национализирован бельгийцами. В 1830-1839 г. конюшни дворца использовались батальоном гренадеров, а сам дворец был открыт для посещения публики.
В 1842 году дворец фигурировал в соглашении между Нидерландами и Бельгией - было решено, что дворец перейдет в собственность Бельгии, но все его богатое убранство, включая личные вещи первых владельцев, будет бережно передано Нидерландам. Впоследствии большая часть убранства была вывезена во дворец Сустдейк, находящийся в городе Сусте в Нидерландах.
В 1840-50х годах во дворце находились различные подразделения вооруженных сил Бельгии. Позже его использовали для проведения различных общественных и государственных церемоний, для чего потребовалось провести его переустройство под руководством архитектора Гюстава де Мана (1805-1887), завершившееся в 1862 году.
После переустройства в 1860 гг. во дворце также располагалась часть коллекции Музея современного искусства Бельгии.
Но в 1876 году было решено передать дворец Королевской академии наук и искусств Бельгии, а также Королевской медицинской академии наук. Позже другие академии Бельгии также разместились в  этом здании.
Во время Первой мировой войны дворец был оккупирован немецкими войсками и переустроен под военный госпиталь. Академии вернулись во дворец лишь в 1919 году.
В 1969-1976 гг. дворец был реконструирован под руководством архитектора Симона Бригода (1909-1978), который, тщательно изучив первоначальные планы дворца, старался вернуть некоторым залам оригинальный облик начала XIX века. При этом в подвальном помещении был создан современный зал вместимостью 240 человек, оборудованный кабинами для переводчиков и другим оборудованием.

## Особенности архитектуры
За годы своего существования здание не поменяло своего внешнего облика и сохранилось в первоначальном виде.
Архитектурное сооружение, выполненное в стиле строго неоклассицизма, выполненного с долей аскетизма.
Здание - прямоугольное, имеет три этажа. Его отличают регулярная симметрия. Фасад первого этажа украшен кирпичной кладкой с окнами арочного типа. Второй и третий разграничены на сектора псевдо колоннами. Имеется много высоких прямоугольных окон на втором этаже, а также небольших квадратных - на третьем. Вокруг Дворца находится небольшой сквер со статуями и небольшим прудом.
В 1879 году в нишах на четырех стенах дворца были установлены следующие аллегорические барельефы:
- Изящные искусства (автор Антуан Жозеф ван Расбург (1831-1902))
- Словесность (автор Ламберт Херман (1837-1884))
- Науки (автор Энри Стерк)
- Медицина (автор Огюст Бреквельт (1832-1908))

## Современное использование
В настоящее время во Дворце академий размещаются пять бельгийских академий: 
- Королевская фламандская академия наук и искусств Бельгии (KVAB, нидерл. Koninklijke Vlaamse Academie van België voor Wetenschappen en Kunsten);
- Королевская академия наук и искусств Бельгии (ARB, фр. Académie royale des sciences, des lettres et des beaux-arts de Belgique);
- Королевская академия медицины Бельгии, основанная в 1841 году;
- Королевская академия французского языка и литературы, основанная в 1920 году;
- Королевская фламандская академия медицины[нидерл.].

Помимо заседаний сотрудников академий в здании проводятся публичные научно-просветительские и культурные мероприятия.